# Brăila (distrikt)
Brăila er et distrikt i Muntenien i Rumænien med 373.174 (2002) indbyggere. Hovedstad er byen Brăila.

## Byer
- Brăila
- Ianca
- Însurăţei
- Făurei

## Kommuner
| - Bărăganul - Berteştii de Jos - Bordei Verde - Cazasu - Câineni-Băi - Chiscani - Ciocile - Cireşu - Dudeşti - Frecăţei - Galbenu | - Gemenele - Grădiştea - Gropeni - Jirlău - Măraşu - Măxineni - Mircea Vodă - Movila Miresii - Racoviţa - Râmnicelu | - Romanu - Roşiori - Salcia Tudor - Scorţaru Nou - Siliştea - Stăncuţa - Surdila-Găiseanca - Surdila-Greci - Şuţeşti - Tichileşti | - Traian - Tudor Vladimirescu - Tufeşti - Ulmu - Unirea - Vădeni - Victoria - Vişani - Viziru - Zăvoaia |

## Demografi
45°07′N 27°41′Ø / 45.11°N 27.68°Ø